# Irlanda en los Juegos Paralímpicos de Sídney 2000
Irlanda estuvo representada en los Juegos Paralímpicos de Sídney 2000 por un total de 38 deportistas, 23 hombres y 15 mujeres.

## Medallistas
El equipo paralímpico irlandés obtuvo las siguientes medallas:
| Nombre                     | Deporte   | Evento                     |
| -------------------------- | --------- | -------------------------- |
| Oro                        |           |                            |
| Tom Leahy                  | Atletismo | Disco F51 masculino        |
| Gabriel Shelly             | Bochas    | Individual BC1 mixto       |
| Margaret Grant John Cronin | Bochas    | Dobles BC3 mixto           |
| Mairead Berry              | Natación  | 100 m libre S2 femenino    |
| David Malone               | Natación  | 100 m espalda S8 masculino |
| Plata                      |           |                            |
| Mary Rice                  | Atletismo | 400 m T34 femenino         |
| Mairead Berry              | Natación  | 50 m espalda S2 femenino   |
| Mairead Berry              | Natación  | 50 m libre S2 femenino     |
| Bronce                     |           |                            |
| Catherine Walsh            | Atletismo | Pentatlón P13 femenino     |